# HD 104430
HD 104430，又名CP-56 4954，SAO 239589、HR 4592，是一颗恒星，视星等为6.16，位于銀經296.24，銀緯4.72，其B1900.0坐标为赤經11h 56m 23.4s，赤緯-56° 4.72′ 47″。